# Pierre de Goux
Pierre de Goux, ook wel Pieter van Goux (Chalon, 1408 – Gent, 4 april 1471) was een Bourgondisch bestuurder onder Filips de Goede en Karel de Stoute. Van 1465 tot zijn dood was hij kanselier van Vlaanderen en Bourgondië. Hij werd ridder en verzamelde heel wat heerlijkheden. 

## Leven
De Goux kwam uit een niet-adellijke familie. Na het behalen van een licentiaat in het civiel recht en een baccalaureaat in het canoniek recht, begon hij aan een schitterende carrière. Hij startte als baljuw van Chaussin en Laperrière en trad in 1434 in het huwelijk. Het volgende jaar werd hij advocaat-fiscaal in Chalon en vanaf 1442 rekwestmeester. Naast juridische en fiscale competentie toonde hij ook een gave voor diplomatie. In 1437 werd hij afgevaardigd naar het Concilie van Bazel. 
Hij werd door Filips de Goede geridderd op het slagveld van Gavere na de overwinning op de Gentenaars in 1453. Het volgende jaar voorzag Filips in zijn vervanging in verband met kruistochtplannen en plaatste hij Goux in de regentschapsraad waarmee hij zijn zoon Karel omringde. Vanaf 1458 werd Goux hertogelijk kamerheer en met ingang van 1462 zetelde hij in de commissie tot het domein en de financiën. Daarenboven werd hij in 1461 baljuw van Dole en in 1464 van Chalon. Het jaar daarop kreeg hij het kapiteinschap van de stad Ninove aangeboden.
In 1465 bereikte Pierre de Goux de absolute top voor iemand van zijn status, door kanselier te worden van Filips de Goede. De hertog had na de dood van de enigszins in ongenade gevallen Nicolas Rolin enkele jaren gewacht met het invullen van het kanselierschap, maar nu kreeg Goux dus het vertrouwen. Olivier de la Marche noemde hem een van de meest kundige raadsmannen van zijn tijd. Hij droeg er sterk toe bij dat Karel de Stoute zijn vader Filips de Goede opvolgde. Hij wist de Staten van Holland en Zeeland in 1463 tot erkenning te bewegen, hielp een verzoening tussen vader en zoon bewerkstelligen, en bracht de Staten van Brabant in 1467 ertoe Jan van Nevers af te wijzen. Vervolgens voerde hij in Leuven mee de onderhandelingen over Karels inhuldigingscharter. Het hoeft dan ook niet te verwonderen dat hij na Karels aantreden in 1467 zijn ambt behield.
Hij voerde het nog vier jaar uit en overleed dan in 1471 in het Dondersteen in Gent.

## Landgoederen
Voor een aspirerend edelman als Goux was de ridderslag slechts één element en hoorde ook het verwerven van heerlijkheden bij de adellijke status die hij zich wilde aanmeten. Hij deed dat zowel in zijn geboortestreek als in de Nederlanden. In het eerste gebied had hij bezittingen in Goux, in Neublans en Fretterans (1451), alsook in Varennes en La Vicheresse.
In het graafschap Vlaanderen verwierf hij in 1458 een conglomeraat van heerlijkheden met de naam Wedergrate: Appelterre-Eichem, Neigem, Denderwindeke, later ook Meerbeke en Pollare. Hij betaalde hiervoor £3600 aan Jan van Schoonhove, wiens titel weliswaar werd betwist, maar door de rechtbank geldig werd bevonden. Ook in het opwaarderen van het verworven landbezit waren zijn connecties nuttig. Voor Denderwindeke vroeg en bekwam hij in 1458-1459 een keure, een schepenbank en een jaarmarkt.
Voorts had Goux woningen in en rond de hoofdstad Brussel en in Gent.

## Familie
Zijn ouders waren Jean de Goux et Guye de Rye. Hij trouwde in 1434 met Mathilde de Rye, met wie hij zes kinderen had. Buiten dit huwelijk had hij nog een dochter. Bij testament liet hij zijn Bourgondische landgoederen na aan zijn zoon Jean de Goux, terwijl Guillaume de bezittingen in de Nederlanden kreeg.